# 김책공업종합대학
김책공업종합대학(金策工業綜合大學, Kim Chaek University of Technology)은 평양시의 대동강 우안에 위치해 있는 국립 종합대학이다. 또한 김책공업종합대학에는 10,000여 명의 학생들과 2,000명의 교수가 있다. 현재 조선민주주의인민공화국의 기술, 공학 분야에서 최고의 대학교이며, 입학을 위해선 '대학추천을 위한 예비시험'의 성적이 우수할 것과, 학교장과 시ㆍ군인민위원회 또는 소속직장의 추천이 필수적이고 철저한 출신성분 검사를 거치게 된다.
또한 조선민주주의인민공화국에서 과학기술교육은 ‘선진의 과학기술 성과를 도입하고, 이를 공산주의 혁명과 사회 건설에 유용하게 활용한다’는 취지에서 대단히 중시된다. 교육도서출판사에서 출판한 ‘사회주의 교육학’에서는 기술교육에 대하여 다음과 같이 지적하고 있다. “과학기술 교육은 서로 밀접히 연관된 두 측면으로 이루어진다. 하나는 학생들에게 인류가 달성한 선진과학과 기술의 성과를 깊이 체득시키는 것이며, 다른 하나는 그것을 혁명과 건설에 활용할 줄 아는 능력을 키워주는 것이다.” 이러한 과학기술 풍조에서 김책공업종합대학은 조선민주주의인민공화국에서 과학기술 교육의 최고의 공과대학으로서 자리를 잡고 있다.

## 설립과 발전
평양직할시 중심이며 대동강가에 자리잡고 있는 김책공업종합대학은 조선민주주의인민공화국에서 과학기술, 특히 공업 분야에서의 고급 전문가를 양성하는 종합적 중심대학이다.
1948년 9월에 김일성종합대학에서 기술관계학부인 공학부와 운수공학부가 분리되고, 이를 모체로 하여 설립된 평양공업대학이 김책공업대학의 전신이다. 6·25전쟁이 일어난 후 교원들과 학생들이 대부분 전선에 나가고, 나머지는 평안북도 종주리에 소개하였으며, 정전 후에는 다시 평양으로 옮겨와 복구사업이 끝난 후에 다시 개교하였다. 1951년 1월 31일 북한의 제 201호령에 의하여 평양공업대학의 명칭을 북한 인민군 총사령관으로서 6·25중에 사망한 김책의 이름을 따서 김책공업대학이라고 변경하였다. 1956년에는 과학기술 관련학부들이 방직공학부와 운수공학부, 기계공학부, 야금공학부 등으로 분리되었으며, 이를 모체로 하여 평양경공업대학, 평양철도대학, 평양기계공업대학, 강선공업대학, 평양건설건재대학 등 8개 대학을 창설하였다. 1988년에 대학 창건 40주년을 기념하여 김책공업종합대학으로 개칭하고 1990년에는 [2경제 군수공업부문]의 일꾼을 양성하는 김책공업종합대학 분교(강동분교)가 창설되었다.
종합대학을 창설할 때 7개의 학부와 15개의 강좌, 70여명의 교원, 1,540명의 학생들이 있었으며, 1949년 2월에는 60명의 졸업생들이 사회에 배출되었다. 창립된 지 2년 후인 1950년에는 9개의 학부와 22개의 강좌, 110여명의 교원, 2,200여 명의 학생들로 증원되었다.

## 조직
현재 김책공업종합대학은 2개의 단과대학, 16개의 학부와 200여개의 강좌, 3,000여명의 교원(그 가운데 학위학직 소유자는 2,500여명, 과학원 원사 5명, 후보원사 12명), 그리고 13,000여명의 학생이 재학하고 있다. 이 밖에도 직장 근무자와 제대군인으로 구성되어 있는 예비과 학생이 있으며, 재교육학부에 등록하고 있는 학생도 있다. 수업연한은 5년 6개월이다. 원격교육대학이 새로 나와(2012년) 컴퓨터 망에 의한 대학교육을 처음으로 실시 하고 있다. 많은 직장 근무자들이 컴퓨터 망을 통해 대학교육을 받고 있다. 2014년 이후 경제관리학과, 기술무역학과, 품질관리학과 등 현대 경제, 경영부분의 학과들이 신설되었다. 나노, IT, 생체조종 등 첨단 학과들도 신설되었다.
- 정보과학기술대학 - 컴퓨터공학과, 정보통신학과, 인공지능강좌, 정보통신강좌
- 기계과학기술대학 - 동력기계학과, 기계공학과, 기계생산공학강좌
- 공업경영학부 -공업경영강좌, 기술무역강좌, 생산관리강좌
- 자원탐측공학부
- 광업공학부 - 광산개체강좌, 석탄개체강좌, 석유개체강좌, 암석채취강좌, 원유채취기계강좌
- 금속공학부 - 야금리론강좌, 흑색야금강좌, 순금속강좌, 용광로공사, 야금재료와 야금자동화 강좌
- 자동화공학부 - 정보측정공학강좌, 자동조종공학강좌, 로보트조종공학강좌, 자동조종리론강좌, 관리자동화강좌
- 동력기계학부 - 현재는 기계과학기술대학에 통합되었음. 류체기계강좌
- 재료공학부 - 용접공학강좌, 금속재료강좌, 압연설비강좌, 선반설비강좌, 베어링설비강좌, 융해설비강좌
- 전자공학부 - 공업전자강좌, 계산기강좌, 건기치료기구강좌, 신체검사기강좌, 반도체강좌, 전자부품강좌, 진공전자기구강좌, 프로그람과 집적회로강좌
- 전기공학부 - 전동기공정강좌, 전동기계강좌, 정력자동장치강좌, 결연과 케이블강좌, 전기응용강좌, 전공기술학강좌
- 선박해양공학부 - 선박설계강좌, 조선강좌, 선박동력설비와 선박자동화강좌
- 기초학부 - 응용수학과, 물리공학과, 화학공학과
- 물리공학부 - 현재는 기초학부에 통합되었음
- 응용수학부 - 현재는 기초학부에 통합되었음
- 응용화학공학부 - 현재는 기초학부에 통합되었음
- 체신학부 - 현재는 정보과학기술대학에 통합되었음.
- 열공학부 - 현재는 기계과학기술대학에 통합되었음.
- 핵물리공학부 - 핵연료강좌, 자동원자로강좌, 핵전자강좌, 물리공사강좌, 응용수학강좌, 원자로공학강좌
- 사회과학학과 - 노작강좌, 정치경제학강좌, 철학강좌, 미일침략사강좌
- 외국어학과 - 영어강좌, 로어강좌, 2외국어(중국어, 일본어)강좌
- 일용연구소 - 군수 및 국방관련 연구

박사원에서는 준박사과정과 박사과정을 전공하는 학생 700여명이 있으며, 일하면서 공부하는 야간반 학생들은 1,000여 명이 있다. 또한 재교육학부에서는 본 대학과 기타 기술대학의 교원들이 1년간 혹은 6개월간 재교육을 받고 있다. 공업부문에 종사하는 기사와 기술자들은 일정 기간 동안 이 학부에서 재교육을 받아야 한다.
또, 종합대학에는 기술교원양성반이 있다. 이 과정은 중학교에서 과학기술교육을 담당할 중등교원을 양성하는데, 종합대학이나 다른 기술대학에서 기초과목을 이수한 후에 이 양성반에서 교직과목을 이수하고 ‘기술교육사’ 자격을 얻게 된다.
김책공업종합대학은 조선민주주의인민공화국의 가장 저명한 과학기술 교육연구의 중심으로서 전자계산기연구소, 금속연구소, 반도체연구소, 수지초종연구소, 자동화연구소 등 10개의 연구소와 50여개의 연구실이 있다. 여기에는 과학연구사와 교수, 고급기사, 전문가 1,000여명이 있어서 해마다 조선민주주의인민공화국의 200여개의 독립적 연구과제들이 여기에서 시작된다. 최근에는 무려 1,100여개의 과학연구 과제와 기술혁신 과제들을 완수하였다.
김책공업종합대학은 분야별 학생 종합 실습 공장과 대학출판소, 대학신문사, 대학인쇄소, 농축산물과 수산물을 자체로 보장하는 3개의 부업농장, 4,000여명 규모의 학내 기숙사와 4개의 식당, 매점, 병원, 탁아소, 유치원까지 거느리고 있는 거대한 교육 단위이다.

## 주요 현황
- 면적: 40만 평방 미터
- 도서관: 60만권의 서적을 소장하고 있음.
- 전자도서관: 수많은 과학기술동화상(동영상) 및 다매체(멀티미디어)자료, 수백만건의 전자원문 및 최신과학기술자료(PDF판 논문)들을 제공함.[1]
- 구내식당: 제1호 식당에서 제4호 식당까지 있음. 학생들은 여기서 매월초에 일괄 지급되는 식권(대한민국의 식권과 유사함, 량권제도는 1990년대 후반기에 북한에서 사라졌음.)을 제출하고 식사할 음식을 받는다.

## 전자 도서관
주체95(2006)년 1월에 전자도서관이 개관하였으며, 지상 5층, 지하 1층으로 구성되어 있다.
- 수용 인원: 2,000명 (면적: 연건평 16,000 평방미터)
- 열람실: 총 28개로 구성되어 있으며, 이 가운데 전자 열람실이 12개실, 도서 열람실이 12개실, 일반 열람실이 4개로 구성되어 있다.
- 전자 도서관의 특징: 이 전자 도서관은 조선민주주의인민공화국의 인트라넷 시스템인 광명 네트워크와 연결이 되어 있다. 구글이나 야후와 같은 인터넷 검색망에 접속할 수 있게 되어있다.

## 체육관
이 학교의 체육관은 김책 공대의 또 하나의 자랑거리 가운데 하나다.
- 수용 인원: 4,000명 (면적: 연건평 14,000 평방미터)
- 시설: 4개의 훈련장으로 구성되며, 배구, 농구, 탁구, 권투장으로 이루어진 4개의 핵심 시설로 하며, 이와 별도로 체력 훈련장이 따로 마련되어 있다.

## 참조 및 참고 문헌
1. ↑  주체98(2009)년 3월 24일 《로동신문》, '정보봉사능력 2배로 확장/김책공업종합대학 전자도서관에서'
2. ↑  북한에도 e북이?..`미래2.0' 처음 확인《연합뉴스》2010-02-04

## 같이 보기
- 김일성종합대학
- 조선콤퓨터쎈터
- 김형직사범대학